# Mike Barrett
Michael Thomas „Bird Man” Barrett (ur. 5 września 1943 w Montgomery, zm. 8 sierpnia 2011 w Nashville) – amerykański koszykarz, występujący na pozycjach rozgrywającego lub  rzucającego obrońcy, mistrz olimpijski z 1968.

## Osiągnięcia
AAU
- Mistrz Amateur Athletic Union (AAU – 1968)
- MVP AAU (1968)
- Zaliczony do I składu AAU All-Americans (1968)

ABA
- Zaliczony do I składu debiutantów ABA (1970)[1]

Reprezentacja
- Mistrz olimpijski (1968)[2]

Inne
- Zaliczony do Galerii Sław Sportu stanu Wirginia – West Virginia Sports Hall of Fame (1980)